# Franz Stappers
Franz Stappers (* 2. November 1884 in Issum; † 25. März 1945 in Lüttringhausen) war ein deutscher katholischer Geistlicher, der während der Zeit des Nationalsozialismus im Zuchthaus Lüttringhausen umkam.

## Herkunft und Ausbildung
Franz Stappers wurde als Sohn von Franz Stappers und seiner Ehefrau Sybilla geb. Schwewels geboren und besuchte nach der Issumer Volksschule in Emmerich, wo er im Hoppe’schen Knabenkonvikt lebte, das Königliche katholische Gymnasium. Nach dem Abitur trat er ins Collegium Borromaeum in Münster ein und studierte an der dortigen Königlichen Universität Philosophie und Katholische Theologie. Nach Studienabschluss wechselte Stappers ins Priesterseminar und wurde am 5. Juni 1909 zusammen mit 42 anderen jungen Männern im Hohen Dom von Bischof Hermann Jakob Dingelstad zum Priester geweiht. Zu seinem Weihekurs gehörte auch der spätere Bischof Heinrich Wienken.

## Wirken
Eine erste Anstellung führte Stappers nach der Priesterweihe zunächst als Kaplan an die Pfarrkirche St. Antonius in Hau, bis er kurz nach dem Tod von Bischof Dingelstad am 11. April 1911 zum Kaplan an St. Urbanus in Winnekendonk und am 14. Juli 1920 von Bischof Johannes Poggenburg zum Kaplan an St. Willibrord in Kellen ernannt wurde. Am 13. April 1929 schließlich ernannte Bischof Poggenburg ihn zum Kaplan an St. Mariä Himmelfahrt in Bracht. Als am 13. August 1930 Papst Pius XI. mit der Bulle Pastoralis officii nostri das Bistum Aachen errichtete, wurde auch Bracht aus dem Bistum Münster ausgegliedert und mit den dort tätigen Geistlichen dem neuen Bistum Aachen zugewiesen. Am 30. Januar 1934 ernannte ihn sein neuer Bischof Joseph Vogt als Nachfolger von Anton Heinen zum Pfarrer von St. Mariä Himmelfahrt in Rickelrath.

## Verfolgung durch den Nationalsozialismus
Im Rahmen der Sittlichkeitsprozesse gegen Ordensangehörige und Priester nahm die Gestapo im Jahr 1936 Ermittlungen gegen Stappers auf, um ihm Homosexualität nachweisen zu können. Obwohl die Behörden keine Beweise erbringen konnten, wurde das Verfahren erst im Herbst 1942 eingestellt. Bestehen blieb zunächst der Vorwurf der leichten Körperverletzung eines ehemaligen Messdieners, der sich jedoch ebenfalls als unrichtig erwies, weswegen auch diese Ermittlungen im November 1942 eingestellt wurden.

## Verhaftung und Tod
Wegen gemeinsamen Abhörens ausländischer Sender, eines so genannten Rundfunkverbrechens, während eines Konveniats im Jahr 1941 wurden insgesamt elf Aachener Diözesanpriester festgenommen, unter ihnen Franz Stappers, der am 2. Oktober 1941 in Haft kam. Am 23. März 1942 verurteilte ihn das Sondergericht Düsseldorf zu sechs Monaten Gefängnis, die er in Düsseldorf abzusitzen hatte.
Unmittelbar vor Stappers’ geplanter Entlassung am 2. April 1942 intervenierte die Aachener Gestapo nach Rücksprache mit dem Reichssicherheitshauptamt in Berlin telegrafisch bei den Düsseldorfer Behörden und verhinderte so seine Freilassung. Die Aachener Gestapo hatte für ihn in Berlin Schutzhaft und Überführung in ein Konzentrationslager beantragt. Daraufhin fand am 1. Juni 1942 eine erneute Verhandlung statt, diesmal vor dem Reichsgericht in Leipzig, in der Stappers nun zu fünf Jahren Zuchthaus verurteilt wurde, die er in Lüttringhausen abzubüßen hatte. Dort saß er nahezu zweieinhalb Jahre in Einzelhaft, bis er im September 1944 zu einem anderen Priester in die Zelle verlegt wurde.
Am 17. März 1945 erkrankte Stappers an einer Darminfektion, wurde ohne ausreichende Behandlung am 23. März wieder in eine Einzelzelle verlegt und dort am Morgen des 26. März tot aufgefunden.
Franz Stappers ist am 30. März, dem Karfreitag des Jahres 1945 auf dem katholischen Friedhof in Lennep beigesetzt worden.

## Ehrungen
Die katholische Kirche hat Franz Stappers als Glaubenszeugen in das deutsche Martyrologium des 20. Jahrhunderts aufgenommen.
In Winnekendonk erinnert an der Kreuzung Heiligenweg / Niersstraße seit 2010 eine Stele Glaubenszeugen am Niederrhein unter anderem an Franz Stappers.
Am Ort seines Wirkens in Rickelrath wurde am 26. Januar 2025 vor der Kirche St. Mariä Himmelfahrt ein Stolperstein verlegt.